# Itame grossulariata
Itame grossulariata är en fjärilsart som beskrevs av Saunders 1881. Itame grossulariata ingår i släktet Itame och familjen mätare. Inga underarter finns listade i Catalogue of Life.